# Verfeuil
Verfeuil [vɛʁfœj] (okzitanisch: Verdfuèlh) ist eine französische Gemeinde mit 594 Einwohnern (Stand: 1. Januar 2022) im Département Gard in der Region Okzitanien. Sie gehört zum Arrondissement Nîmes und zum Kanton Pont-Saint-Esprit. Die Einwohner werden Verfeuillois genannt.

## Geografie
Verfeuil liegt etwa 29 Kilometer ostnordöstlich von Alès und etwa 38 Kilometer nordnordöstlich von Nîmes. Der Fluss Cèze begrenzt die Gemeinde im Norden.
Die Nachbargemeinden von Verfeuil sind Goudargues im Norden, Cornillon und La Roque-sur-Cèze im Nordosten, Saint-André-d’Olérargues im Osten, Saint-Marcel-de-Careiret im Osten und Südosten, Saint-Laurent-la-Vernède im Südosten und Süden, Fontarèches im Süden sowie Lussan im Westen.

## Bevölkerungsentwicklung
| Jahr                       | 1962 | 1968 | 1975 | 1982 | 1990 | 1999 | 2006 | 2020 |
| -------------------------- | ---- | ---- | ---- | ---- | ---- | ---- | ---- | ---- |
| Einwohner                  | 351  | 342  | 365  | 377  | 460  | 452  | 518  | 600  |
| Quellen: Cassini und INSEE |      |      |      |      |      |      |      |      |

## Sehenswürdigkeiten
- Château Verfeuil
- Kirche Saint-Marc